# Adieu la vie...
Adieu la vie... est un roman noir de Jean-Pierre Bastid et Michel Martens publié en 1977 dans la collection Super noire chez Gallimard.

## Résumé
Un soir en rentrant chez lui un ambulancier découvre chez lui l'Ennemi public no 1. Il va l'entraîner dans un périple sans pareil et vont ensemble faire un tour de France assez peu ordinaire...

## Édition
En 1977, chez Gallimard dans la collection Super noire no 67  (ISBN 9782070490356).

## Réédition
Le roman est réédité en 1986, chez Gallimard dans la collection Super noire  (ISBN 9782070460670).

## Adaptation
Adieu la vie... a été adapté à la télévision par Maurice Dugowson en 1986; joué notamment par Jean-Claude Dauphin, Fabrice Luchini et Benoît Régent.